# Élection présidentielle bougainvillaise de 2020
L'élection présidentielle bougainvillaise de 2020 a lieu du 12 août au 1er septembre 2020 afin d'élire le président de Bougainville, alors région autonome de Papouasie-Nouvelle-Guinée. Des élections législatives ont lieu simultanément. Le président sortant John Momis n'est pas éligible pour un nouveau mandat.
Initialement prévue pour juin 2020, l’élection est reportée de plusieurs mois en raison de la pandémie de Covid-19.
Le nombre élevé de candidatures et l'absence en lice du président sortant mènent à une élection décrite comme la plus ouverte qu'ait connu l'île. Le scrutin recèle par ailleurs une très grande importance, le président élu devant diriger les négociations avec le gouvernement central sur l'indépendance de l'ile à la suite du référendum d'autodétermination de 2019.
Le 23 septembre Ishmael Toroama, l'un des anciens commandants de l'Armée révolutionnaire de Bougainville, est déclaré élu pour une entrée en fonction le 25 septembre.

## Contexte
Le scrutin a lieu dans le contexte du référendum sur l'indépendance de Bougainville organisé du 23 novembre au 7 décembre 2019 et qui voit la population voter à plus de 98 % en faveur de l'indépendance. Le résultat du scrutin est cependant légalement non contraignant et doit être suivi d'un débat au Parlement de Papouasie-Nouvelle-Guinée, puis d'un vote sur sa ratification. Le président et la Chambre des représentants élus en 2020 seront chargés de mener les négociations avec le gouvernement central, qui attend leur prise de fonction pour les commencer.

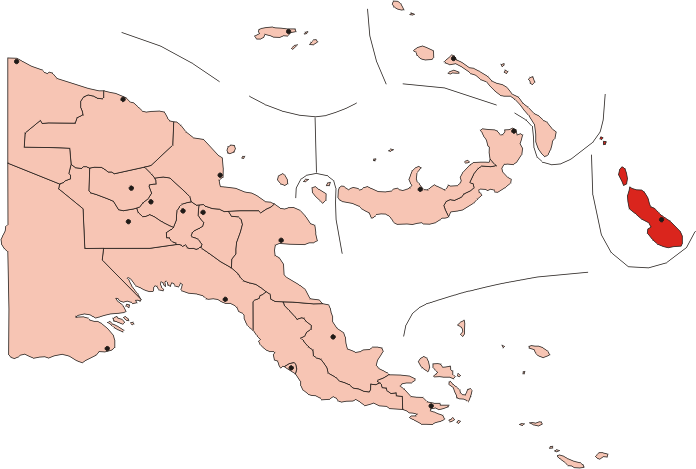
Emplacement de la Région autonome de Bougainville (en rouge) au sein de la Papouasie-Nouvelle-Guinée.

Le président sortant John Momis élu en 2010 et 2015 est inéligible pour un troisième mandat, la constitution limitant à deux le nombre de mandat présidentiel. Momis tente début 2020 de faire amender la constitution afin de supprimer cette limitation, mettant en avant l'importance d'une continuité des interlocuteurs du gouvernement central après le référendum. Le projet est cependant rejeté par les membres de la Chambre des représentants, dont la majorité des deux tiers est nécessaire pour tout amendement de la constitution. Le président sortant tente par la suite un recours auprès de la Cour suprême de Papouasie-Nouvelle-Guinée, arguant que cette limitation est une atteinte à ses droits individuels. Il déclare néanmoins être tout à fait prêt à prendre sa retraite en cas de rejet de sa demande, ce que fait la cour le 30 mai en validant la décision du Parlement de Bougainville, mettant définitivement fin à la tentative de candidature de John momis. Le président sortant prononce son dernier discours devant le parlement le 11 juin, faisant le bilan de son action pour l'indépendance depuis les années 70 avant d'attribuer le succès du processus de paix à l'unité des bougainvillois et d'encourager le gouvernement régional et celui national à continuer à travailler ensemble.
Initialement prévues pour juin 2020, les élections sont reportées une première fois d'un mois, puis à nouveau à une date indéterminée en raison de la pandémie de COVID-19, qui contraint le pays à décréter l'état d'urgence sanitaire. Une organisation du scrutin en aout ou septembre 2020 est évoquée,, tandis que l'état d'urgence est prolongé jusqu'à la mi-aout. Courant juin, les autorités décident finalement d'organiser le scrutin sur trois semaines, du 12 août au premier septembre, afin de limiter la présence simultanée des électeurs dans les bureaux de vote.

## Système électoral
Le Président de Bougainville est élu par le biais d'une forme limitée du vote alternatif pour un mandat de cinq ans renouvelable une seule fois. Les candidats doivent être âgé d'au moins quarante ans. Une fois élu, le président nomme un vice président parmi les membres de la chambre des représentants issus d'une autre région que la sienne,.
Au cours du vote, chaque électeur classe trois candidats par ordre de préférence sur son bulletin de vote en écrivant un chiffre dans la case à côté du nom du candidat : 1 étant sa première préférence, 2 la suivante, et 3 la troisième. Les bulletins de vote comportant moins ou plus de trois préférences sont considérés comme nuls. Lors du dépouillement, les premières préférence sont additionnées pour chacun des candidats. Si l'un d'entre eux obtient la majorité absolue de ces voix, il est élu. Sinon, un deuxième décompte est effectué en éliminant le candidat qui a recueilli le moins de voix, et on réparti les voix de ses électeurs aux candidats marqués par eux en seconde préférence. On compte à nouveau les voix des candidats en additionnant aux premières voix ces voix supplémentaires obtenues lors du deuxième décompte. Si un candidat obtient la majorité absolue des voix, il est élu. Sinon, l'opération est répétée jusqu'à l'obtention d'une majorité absolue, si besoin jusqu'à ce qu'il ne reste que deux candidats en lice, les troisième préférences étant prises en compte si le candidat marqué par l'électeur en second préférence a déjà été éliminé lors d'un décompte précédent,.

## Candidats
L'ex président James Tanis annonce son intention de présenter sa candidature. Président de 2008 à 2010, Tanis avait été élu afin de mener à son terme le mandat du premier président bougainvillois, Joseph Kabui, mort en fonction à la suite d'une attaque cardiaque. Tanis tend notamment la main à John momis, assurant qu'il mettrait à profit les talents du président sortant, très impliqué dans les négociations pour l'indépendance, s'il était élu. Momis décide cependant d'apporter son soutien à Thomas Raivet, alors secrétaire d’état de Bougainville
Au total, vingt cinq candidats se présentent aux élections, ce qui, combiné à l'absence de candidature du président sortant, amènent les observateurs à qualifier le scrutin d'élection la plus ouverte de l'histoire de l'île,. Outre James Tanis et Thomas Raivet, les candidats incluent ainsi plusieurs personnalités politiques, dont Joe Lera, député au parlement national, Martin Miriori, diplomate et frère ainé du premier président de l’ile Joseph Kabui, ainsi que deux anciens commandants de l'armée révolutionnaire, Sam Kauona et Ishmael Toroama. Ces trois derniers s'étaient notamment présentés sans succès aux précédentes élections présidentielles. Toroama fonde à cette occasion l'Alliance populaire avec l'intention de présenter des candidats dans toutes les circonscriptions aux législatives. Le nombre élevé de candidatures à la présidentielle amène par ailleurs des candidats à appeler à la mise en place d'une pré-sélection des candidatures.
Sur le total de candidats, trois sont des femmes : Ruby Mirinka, ancienne membre de la commission référendaire impliquée dans des projets de santé publique, Theresa Jaintong, présidente du conseil national des femmes de Papouasie, ainsi que Madeleine Toroansi, ancienne diplomate détenant l'un des sièges de députée réservé aux femmes au parlement régional,.
La campagne se déroule dans une atmosphère cordiale. Les programmes des candidats se rejoignent presque totalement sur le thème de la construction de la future nation bougainvillaise.

## Résultats
| Candidats                | Candidats               | 1re voix                | 1re voix                | 23e décompte | 23e décompte |
| Candidats                | Candidats               | Voix                    | %                       | Voix         | %            |
| ------------------------ | ----------------------- | ----------------------- | ----------------------- | ------------ | ------------ |
|                          | Ishmael Toroama         | 27 448                  |                         | 51 317       |              |
|                          | Simon Dumarinu          | 20 691                  |                         | 33 088       |              |
|                          | Thomas Raivet           | 12 984                  |                         |              |              |
|                          | Fidelis Semoso          | 12 286                  |                         |              |              |
|                          | Peter Tsiamalili Junior | 11 806                  |                         |              |              |
|                          | Samuel Kauona           | 7 965                   |                         |              |              |
|                          | James Tanis             | 7 633                   |                         |              |              |
|                          | Joe Lera (en)           | 6 715                   |                         |              |              |
|                          | Wesma Piika             | 4 218                   |                         |              |              |
|                          | Paul Nerau              | 3 796                   |                         |              |              |
|                          | Sione Paasia            | 3 395                   |                         |              |              |
|                          | Andrew Miriki           | 3 092                   |                         |              |              |
|                          | Kapeatu Puaria          | 3 045                   |                         |              |              |
|                          | Samuel Maiha            | 2 926                   |                         |              |              |
|                          | Reuben Siara            | 2 755                   |                         |              |              |
|                          | Patrick Kole            | 2 665                   |                         |              |              |
|                          | Robert Tulsa            | 2 560                   |                         |              |              |
|                          | Michael Poposan         | 2 248                   |                         |              |              |
|                          | Martin Miriori          | 2 096                   |                         |              |              |
|                          | Ruby Mirinka            | 1 980                   |                         |              |              |
|                          | Nick Penial             | 1 352                   |                         |              |              |
|                          | John Bule               | 573                     |                         |              |              |
|                          | Madeleine Toroansi      | 532                     |                         |              |              |
|                          | Benjamin Muruna         | 502                     |                         |              |              |
|                          | Bernard Tzilu           | 342                     |                         |              |              |
| Votes non-transférables  | Votes non-transférables | Votes non-transférables | Votes non-transférables | 42 336       | -            |
|                          |                         |                         |                         |              |              |
| Votes valides            | Votes valides           | 145 605                 |                         | 126 741      |              |
| Votes blancs et nuls     |                         |                         |                         |              |              |
| Total                    | Total                   |                         | 100                     |              | 100          |
| Abstention               |                         |                         |                         |              |              |
| Inscrits / participation |                         |                         |                         |              |              |

## Suites
L'un des anciens commandants de l'Armée révolutionnaire de Bougainville, Ishmael Toroama, remporte la présidentielle et entre en fonction le 25 septembre suivant.
La mise en place du nouveau gouvernement mené par Toroama permet aux négociations sur l'indépendance de débuter le 17 mai 2021 en présence de représentants de l'ONU. La réunion intervient 31 ans jour pour jour après la cérémonie de déclaration unilatérale pour l'indépendance de Bougainville organisée par Francis Ona à Arawa. Le président bougainvillois annonce espérer une indépendance dans les quatre ans, afin que les élections prévues pour juin 2025 soient celles du président et du parlement d'un pays devenu indépendant. Il se heurte cependant aux réticences du gouvernement central du premier ministre James Marape qui, met en avant ses craintes d'un effet domino menant au morcellement de la Papouasie nouvelle guinée. Tout en annonçant respecter le résultat du référendum, Marape souligne l'absence de calendrier officiel contraignant dans l'accord de paix de 2001,. Rejetant toute autre aboutissement que celui de l'indépendance, Toroama met en avant la bonne volonté des autorités régionales bougainvilloises qui ont procédé comme convenu au cours des vingt dernières années à un arrêt des violences et au désarmement de l'armée de libération,.
En parallèle des négociations, Toroama procède à la mise en place courant juin de la « Mission prêts pour l'indépendance » chargée de préparer le pays district par district à une autonomie totale d'ici à 2022,.
Les négociations finissent par la conclusion d'un accord le 7 juillet 2021. Celui ci prévoit l'indépendance effective de Bougainville en 2027, avec un échelonnement du processus sur plusieurs années afin de permettre à la Papouasie nouvelle guinée de procéder à des amendements constitutionnels et à Bougainville de rédiger sa propre constitution.